# Сидар, Йосеф
Йосеф (Джозеф) Сидар (ивр. יוסף סידר‎, англ. Joseph Cedar; р. 31 августа 1968, Нью-Йорк) — израильский кинорежиссёр и сценарист, уроженец США. Лауреат национальных и международных кинопремий (в том числе «Серебряный медведь»), чьи фильмы номинировались на «Оскар» за лучший фильм на иностранном языке.

## Биография
Джозеф Сидар родился в Нью-Йорке в 1968 году, жил в Мэриленде и переехал в Израиль с родителями, когда ему было шесть лет. Отец Сидара, Хаим, — биохимик с мировым именем, лауреат Премии Израиля. В Израиле Джозеф (на иврите его имя произносится как Йосеф) прошёл военную службу как парашютист-десантник, а затем окончил первую степень по философии и театроведению в Еврейском университете, после чего изучал киноискусство в Нью-Йорке. Сидар женат, у него трое детей. В New York Times в январе 2012 года он был назван ортодоксальным иудеем и сионистом, но позже в интервью еврейскому Интернет-журналу Tablet Magazine выразил несогласие с этим определением, хотя подтвердил, что большую часть времени носит кипу, в основном на людях.
Первый фильм Йосефа Сидара, «Договор» («Военная ешива») (ивр. ההסדר‎), где он выступал как сценарист и режиссёр, вышел на экраны в 2000 году. Лента, рассказывающая о сложных взаимоотношениях между Армией обороны Израиля и религиозными евреями, завоевала популярность в Израиле и получила шесть премий Академии кино и телевидения Израиля «Офир» — в том числе за лучший сценарий и за лучший фильм. Сюжет следующего фильма Сидара — «Костёр» (более точный перевод — «Племенной костёр») — снова сосредоточен на общине религиозных сионистов и разбирает вопросы идеологии и личного удобства в поселенческом движении. Эта лента Сидара получила в 2004 году пять премий «Офир», из них две — за сценарий и режиссуру — достались лично ему. Фильм был также удостоен премии на Чикагском кинофестивале. При этом в национально-религиозном секторе израильской публики фильм был встречен резкой критикой как окарикатуривающий образы её представителей и поселенческого движения, представляя поселенцев меркантильными, мелочными и нетерпимыми к «чужим».
Международный успех пришёл к Сидару благодаря двум следующим фильмам — «Бофор» (2007) и «Сноска» (2011). Первый посвящён широко разрабатываемой в израильском кинематографе теме Ливанской войны (примерно в это же время вышли ещё две израильских ленты на эту тему, отмеченных вниманием за рубежом — «Вальс с Баширом» Ари Фольмана и «Ливан» Шмуэля Маоза). Второй показывает отношения двух филологов-исследователей Талмуда, отца и сына, один из которых по ошибке получает Премию Израиля вместо другого. Учитывая, что отец Йосефа Сидара также получал эту премию, журналисты позже задавали режиссёру вопрос, насколько сюжет фильма автобиографичен; Сидар, однако, отказался подтвердить какие-либо аналогии между своей семьёй и персонажами «Сноски», хотя признал, что идея фильма зародилась, когда вместо отца известие о вручении Премии Израиля пришло ему.
«Сноска», как и два первых фильма Сидара, получила премию «Офир» как лучший фильм, собрав в дополнение ещё восемь премий, в том числе за режиссуру и сценарий. «Бофор», напротив, получил только четыре таких награды, из которых не было ни одной главной. Однако на Берлинском кинофестивале 2007 года этот фильм завоевал первого в истории израильского кино «Серебряного медведя» за режиссуру, а на международном кинофестивале в Бангкоке — Гран-при. «Сноска» получила приз за лучший сценарий Каннского кинофестиваля 2011 года и была номинирована на «Золотую пальмовую ветвь». Оба фильма также вошли в шорт-лист претендентов на «Оскар» за лучший фильм на иностранном языке.

## Фильмография
- 2000 — Договор (Военная ешива)
- 2004 — Костёр
- 2007 — Бофор
- 2011 — Сноска